# Хедин, Нана
Нана Анн-Хелен Хедин Праншке (швед. Nana Ann-Helen Hedin Pranschke, родилась 24 мая 1968 года) — шведская поп-певица. В настоящее время не выступает из-за проблем со здоровьем.

## Биография
Нана родилась в городе Эскильстуна (лен Сёдерманланд). Начинала свою музыкальную карьеру в конце 1980-х годов как бэк-вокалистка, выступала вместе с Dr. Alban и Stakka Bo. В 1994—2004 годах она сотрудничала со шведским исполнителем танцевальной музыки E-Type, исполняя припевы и вокальные партии почти на всех его песнях (дважды участвовала в Melodifestivalen). Она сотрудничала с продюсерами Максом Мартином и Деннизом Попом, участвуя в записях альбомов Селин Дион, Бритни Спирс и группы Ace of Base. Гастролировала со шведским комиком / писателем Йонасом Гарделлом в театрах и гастролях с 1993 по 2003 год. На телевидении Хедин выступала в музыкальных шоу Doobidoo в 2007 году с Янне Лоффе Карлссоном и Så ska det låta в 2008 году с Фредом Йоханссоном.
В 2009 году Нана вынуждена была покинуть музыкальную сцену, поскольку врачи поставили ей диагноз — рак языка. По словам Наны, ей предлагали удалить часть языка, однако она отказалась наотрез и прошла курс экстенсивной радиотерапии. В 2016 году врачи диагностировали остеорадионекроз челюсти, вследствие чего Нана начала сбор средств на новую хирургическую операцию.

## Награды
6 июня 2018 года Хедин получила награду MVP (Самый ценный человек) на церемонии вручения наград Denniz PoP Awards от жюри, состоящего из крупных продюсеров и артистов, таких как Карли Рэй Джепсен, Туве Ло, Рами Якуб и Макс Мартин. Поклонники со всего мира проголосовали за нее, и она была выбрана за ее закулисный вклад, который помог сформировать классическое звучание Cheiron. Продюсер и член жюри Джейкоб Шульце говорит: «Без Наны звук Cheiron не звучал бы так, как он звучал. Она была бесценной частью истории Cheiron и заслуживает этого приза больше, чем кто-либо другой.

## Сольная дискография
- FAME 2000
- It's Raining Men (2004)
- Wherever You Go (2005)

## Бэк-вокалы на песнях и альбомах

### Селин Дион
- On ne change pas
- Tous les secrets
- One Heart
- Coulda Woulda Shoulda
- A New Day Has Come
- I'm Alive
- The Greatest Reward
- All the Way… A Decade of Song
- That's The way it is

### Бритни Спирс
- Britney
- Bombastic Love
- Oops!… I Did It Again (альбом и песня)
- Stronger
- Don't Go Knocking
- Baby One More Time (альбом и сингл)
- Born to Make You Happy
- You Drive Me Crazy

### A-Teens
- Teen Spirit
- Half Way Round the World

### E-Type
- Loud Pipes Save Lives
  - Paradise
  - Far Up in The Air
  - Forever More
- Euro IV Ever (2001)
  - Life
  - Africa
  - Arabian Star
  - When I Close My Eyes
  - Time
  - No More Tears
- Greatest Hits (1999)
- Last Man Standing (1998)
  - Here I Go Again
  - Hold Your Horses
  - Angels Crying
  - So Far Away
  - I'll Find A Way
  - Morning Light
  - Im Flying
- The Explorer (1996)
  - Calling Your Name
  - Back in The Loop
  - I Just Wanna be With You
  - Free Like a Flying Demon
  - Forever Wild
  - I'm Not Alone
- Made in Sweden (1994)                               
  - Set The World on Fire
  - This is The Way
  - Fight it Back
  - Will I See You again
  - Do You Always...
  - Me No Want Miseria

### Ace of Base
- Life Is a Flower
- Cecilia
- Just 'N' Image

### Aqua
- Aquarius (2000)
- Cartoon Heroes
- Around the World
- We Belong to the Sea
- Freaky Friday
- Halloween
- Good Guys
- Back from Mars

### Dr. Alban
- Look Who's Talking (альбом и сингл))[5]
- Away from Home
- Let the Beat Go On

### Stakka Bo
- Supermarket (1993)
- Here We Go
- Down The Drain
- Living It Up
- On Your Knees
- Under Direktion

### Papa Dee
- The Journey (1996)
- The Tide is High
- First Cut is The Deepest
- Just Let the Music

### Прочие
- Garou — One Woman Man (2003)
- 5ive — 5ive: The Album (1998)
- 5ive — Slam Dunk Da Funk
- Luciano Pavarotti — Pavarotti & Friends for Cambodia & Tibet
- Elephant & Castle DJ — Keep this feelin'
- Flexx — Wake Up
- Amadin — Alrabaiye (Take Me Up)
- Dana Dragomir — Pandana
- DJ Bobo — World in Motion
- Herbie — Fingers
- Herbie — I Belive
- Gary Barlow — Twelve Months Eleven Days
- Gary Barlow — SuperHero

## Телекарьера
- Melodifestivalen 2004 — «Paradise» (feat. E-Type), 5-е место в финале
- Melodifestivalen 2005 — «Wherever You Go», не вышла в финал
- Så ska det låta (2 мая 2008)